# Шанш
Шанш (порт. Chãs)  —  населённый пункт и район в Португалии,  входит в округ Гуарда. Является составной частью муниципалитета  Вила-Нова-де-Фош-Коа. ПоZZZ-старому административному делению входил в провинцию Траз-уж-Монтиш и Алту-Дору. Входит в экономико-статистический  субрегион Доуру, который входит в Северный регион. Население составляет 370 человек на 2001 год. Занимает площадь 17,07 км².
Покровителем района считается С.-Каэтану (порт. S. Caetano).